# Gynoplistia quagga
Gynoplistia quagga là một loài ruồi trong họ Limoniidae. Chúng phân bố ở miền Australasia.